# سپالنه پوریتشی
سپالنه پوریتشی (به چکی: Spálené Poříčí) یک منطقهٔ مسکونی و شهرستان دارای شهرک سابقاً روستا در جمهوری چک است که در ناحیه پلزن-جنوبی واقع شده‌است. سپالنه پوریتشی ۲٬۵۵۵ نفر جمعیت دارد.